# Teodorín Nguema Obiang
Teodoro Nguema Obiang Mangue (Acoacán, 25 de junio de 1968), más conocido como Teodorín, es el hijo de Teodoro Obiang Nguema Mbasogo, el presidente de Guinea Ecuatorial, con su primera esposa, Constancia Mangue Nsue Okomo. Fue segundo vicepresidente de Guinea Ecuatorial desde mayo de 2012 hasta junio de 2016, cuando asumió como primer vicepresidente; entre 1997 y 2012 ejerció además como ministro de Agricultura y Bosques en el gobierno de su padre. En otros ámbitos, fue el fundador de la cadena televisiva Asonga TV. Además, fue nombrado en 2018 como  general de división de las Fuerzas Armadas terrestres del país.
Se le considera como el posible sucesor de su padre como presidente de la República de Guinea Ecuatorial.

## Biografía

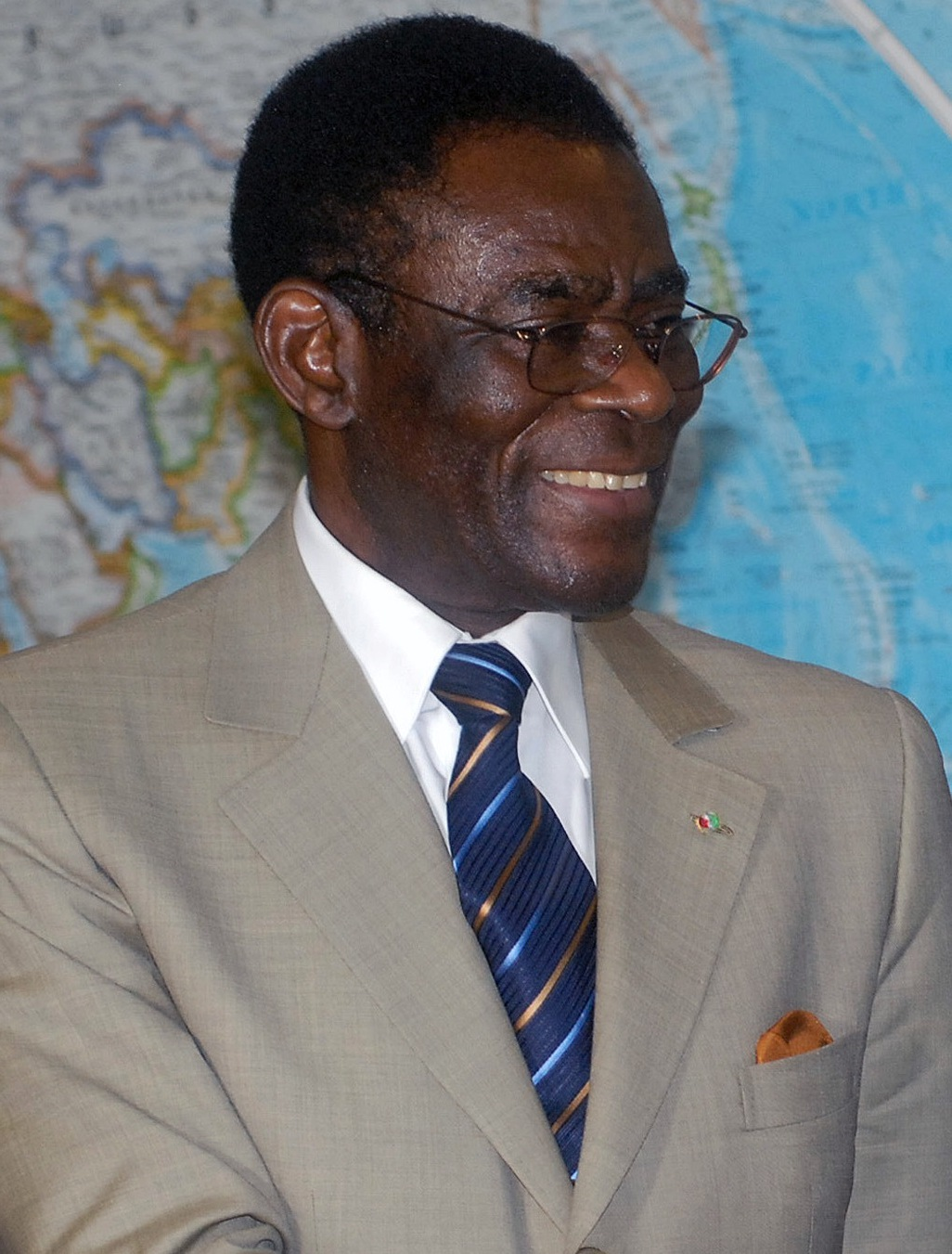
Teodorín es hijo de Teodoro Obiang, quien ostenta la presidencia de Guinea Ecuatorial desde el año 1979.

Nació en Acoacán el 25 de junio de 1968, como hijo primogénito de Teodoro Obiang Nguema y su esposa Constancia Mangue. No obstante, algunas fuentes aseguran que su nacimiento tuvo lugar un año después.
Según el periódico The Times, Obiang es graduado por la Pepperdine University en Malibú, California. Sin embargo, según el Sydney Morning Herald, Obiang solo acudió a la universidad cinco meses.

## Polémica
Durante su permanencia en el ministerio de Agricultura y Bosques de Guinea Ecuatorial, Obiang cobraba 3200 euros al mes.
El diario The New York Times informó en 2004 que era "amante de los Lamborghinis y los largos viajes a Hollywood y Río de Janeiro".
Fue criticado por los medios de comunicación internacionales por gastar cerca de 10 millones de rands en un fin de semana en Sudáfrica, distribuyendo este gasto en comprar champán, renovaciones de propiedad, un Bentley Arnage 2004 negro, un Bentley Continental R 2005 de MG Rover Cape Town color crema y un Lamborghini Murciélago 2005, si bien estas propiedades se vio posteriormente forzado a subastarlas. Fuentes estadounidenses creen que la mayoría o quizás toda su riqueza proviene de la corrupción relacionada con el petróleo y las reservas de gas en Guinea Ecuatorial.
Las propiedades en el extranjero de Obiang incluyen dos casas en Sudáfrica, por un valor conjunto de 50 millones de rands, un complejo de 31 millones de dólares en Malibú, California, de 460 metros cuadrados, una casa en la avenida Foch en el próspero XVI Distrito de París, y el sello discográfico TNO Entertainment. En 2008 era propietario de uno de los 30 modelos del Bugatti Veyron 16.4, coche deportivo de valor estimado en 1 100 000 euros y un Maserati MC12 de 700 000 euros. Posteriormente compró otro Bugatti Veyron, y trató de comprar un tercero. A finales de 2011, ambos Veyron, así como 9 otros coches que poseía fueron incautados por la policía francesa.
En 2016 la justicia suiza inició una investigación por presunto lavado de dinero. Los fiscales de Ginebra ordenaron entonces la confiscación de once coches de lujo pertenecientes a Nguema Obiang, así como de un yate en los Países Bajos. La investigación fue cerrada tres años después luego de que el gobierno ecuatoguineano aceptara pagar a las autoridades de Ginebra 1,3 millones de euros.
En septiembre de 2018, a Nguema Obiang le fueron incautados más de 16 millones de dólares en efectivo y joyas que portaba en su equipaje mientras intentaba ingresar a Brasil. Si bien el vicepresidente justificó que aquel dinero estaba destinado a pagar un tratamiento médico, finalmente debió abandonar el país sin poder recuperar sus posesiones. Tras el incidente, algunos partidos opositores pidieron la disolución del Gobierno, mientras que el ministro de Exteriores Simeón Oyono Esono Angüe y la embajada ecuatoguineana en Brasil condenaron el trato al que había sido sometido Nguema Obiang. El Gobierno también exigió la devolución al Vicepresidente de sus bienes incautados, mientras que la Policía Federal brasileña comenzó a investigar el origen de los bienes y no descartó que Nguema Obiang pudiese ser denunciado por lavado de dinero. Algunas autoridades sospecharon que aquel efectivo podría haber estado destinado para la financiación de alguna candidatura presidencial para las elecciones de 2018, presumiblemente la fallida postulación de Lula da Silva. Nguema Obiang, por su parte, envío a sus abogados para negociar la devolución de sus bienes. Poco después, la Policía Federal en São Paulo llevó a cabo ocho órdenes de allanamiento en propiedades de Nguema Obiang en el país, por sospechas de lavado de dinero. En el marco de las investigaciones, la justicia brasileña decidió incautar ocho vehículos de lujo utilizados por Teodorín Nguema Obiang. Otros 25 vehículos de lujo incautados en Suiza acabaron siendo subastados, por una cantidad de 27 millones de dólares.
En 2021 se descubrió que había comprado ilegalmente guantes de diamantes utilizados por el artista estadounidense Michael Jackson. Se subastaron estos guantes por 275 000 dólares, para comprar vacunas contra COVID-19.

### Juicio y condena
Nguema Obiang Mangue vivía en la ciudad de Bata sin posibilidad de salir fuera de su país por la persecución que sufría por parte de la justicia internacional debido a varias demandas hechas en su contra en Francia por varios organismos no gubernamentales.
Imputado varias veces por corrupción, blanqueo de dinero, etc., los fiscales Roger Le Loire y Charlotte Bilger lo pusieron a disposición del tribunal penal de París en septiembre de 2016. Este procedimiento fue aprobado por la Corte Internacional de Justicia en diciembre de 2016. El juicio comenzó en enero de 2017.
El 27 de octubre de 2017, Nguema Obiang fue condenado a tres años de prisión y al pago de una multa de 30 millones de euros. Sin embargo, no tendrá que cumplir estas penas en caso de no reincidir en el blanqueo de dinero. Esto último fue considerado un triunfo por parte del gobierno ecuatoguineano. Sin embargo, sus propiedades en Francia (incluyendo su mansión en París) y 17 coches de lujo fueron incautados. Nguema Obiang recurrió la sentencia, y se anunció que sería juzgado en apelación en Francia del 9 al 18 de diciembre de 2019.
En enero de 2019, un juez ecuatoguineano dictó una orden internacional de detención contra 16 personas de Francia, España y Reino Unido por supuesto "blanqueo de capitales y financiación del terrorismo", entre ellos el abogado francés William Bourdon y Daniel Lebègue, expresidente de Transparencia Internacional, que encabezaron la acusación en el juicio en París contra Nguema Obiang.
El juicio en apelación contra Nguema Obiang se abrió en París el 9 de diciembre. La Fiscalía francesa pidió el 16 de diciembre una pena de cárcel de cuatro años, lo que significaría endurecer la condena dictada en 2017. Como respuesta, la defensa del vicepresidente pidió la absolución al considerar que la justicia francesa "no es competente" para juzgarlo.
El 10 de febrero, el Tribunal de Apelación de París confirmó la manutención de las penas impuestas en 2017 pero en esta ocasión sí exigió el pago de la multa de 30 millones de euros. El gobierno ecuatoguineano condenó el pronunciamiento del Tribunal, acusando a la justicia francesa de "injerencia". Nguema Obiang anunció su decisión de recurrir la sentencia, y el Gobierno ecuatoguineano exigió la revocación del veredicto ante la Corte Internacional de Justicia (CIJ). El 11 de diciembre, la CIJ dictaminó que la mansión parisina incautada por las autoridades francesas a Nguema Obiang no debía ser devuelta.
El 28 de julio de 2021 el Tribunal de Casación de Francia, la más alta instancia judicial de ese país, ratificó, de manera firme e inamovible, la sentencia de 2017 por la que fue condenado a tres años de cárcel exentos de cumplimiento, al pago de una multa de 30 millones de euros por blanqueo de dinero y a la confiscación de todos los bienes que poseía en Francia.
Por otra parte, el 22 de julio de 2021 el Gobierno británico ordenó la confiscación de los bienes que poseía en el Reino Unido y prohibió su entrada en el país por sus actividades corruptas y desvío de fondos públicos. El Reino Unido impuso sanciones a Nguema por gastos de "estilo de vida lujoso", incluyendo mansiones, aviones privados, entre otras cosas. En represalia, el Ministro de Asuntos Exteriores de Guinea Ecuatorial, Simeón Oyono Esono Angüe, anunció el cierre de la embajada del país en Londres, ya que el gobierno británico sancionó a Nguema. El Ministro ha dicho que se trata de la primera medida y que Guinea Ecuatorial “no permitirá injerencias en asuntos internos”.